# Parcul natural Migliarino, San Rossore, Massaciuccoli
Parcul natural Migliarino, San Rossore, Massaciuccoli este o arie naturală protejată instituită prin Legea regională⁠(d) Toscana n. 61 din 13 decembrie 1979.
Teritoriul parcului se întinde de-a lungul liniei de coastă a provinciilor Pisa și Lucca, inclusiv municipiile Pisa, Viareggio, San Giuliano Terme, Vecchiano, Massarosa și protejează în total peste 23.000 de hectare. Aceasta include, de asemenea, lacul Massaciuccoli⁠(d), gurile de vărsare ale râurilor Serchio⁠(d), Arno și Fiume Morto⁠(d), fosta proprietate prezidențială San Rossore⁠(d), pădurile Tombolo⁠(d), Migliarino⁠(d) și Macchia Lucchese⁠(d) și gestionează zona marină protejată Secche della Meloria.
În 2005 i s-a acordat Diploma Europeană a Ariilor Protejate. În 2014, parcul a găzduit al treilea traseu național al AGESCI⁠(d), care a găzduit peste 30.000 de cercetași. Tot în interiorul parcului se află Baza Addestramento Incursori (BAI) a Armatei italiane. Domeniul Migliarino conține rămășițele a ceea ce a fost cartierul general al Flotila a X-a MAS a Regia Marina în timpul celui de-Al Doilea Război Mondial. În această bază, marinarii din acea vreme se antrenau și își pregăteau raidurile cu torpile cu cursă lentă (așa-numitele „Maiale”).
CISAM⁠(d) (în care a fost instalat primul reactor nuclear italian „Galileo Galilei”) și baza armatei americane de la Camp Darby sunt, de asemenea, situate în zonă.

## Descriere geografică
Parcul este împărțit în câteva zone principale. Macchia Lucchese este zona împădurită din nord, înconjurată de Viareggio, Torre del Lago Puccini și de coastă. Zona Massaciuccoli cuprinde lacul și zona de mlaștină ce îl înconjoară. Fattoria di Vecchiano și Fattoria di Massaciuccoli sunt vastele zone de drenaj de la lac, respectiv în comuna Vecchiano și în comuna Massarosa. Cele două zone se diferențiază prin stațiile de pompare care le administrează.
Continuând de-a lungul coastei, sunt importantele domenii de Migliarino, San Rossore, Tombolo și Coltano, parțial folosite pentru agricultură și parțial pentru pădure.
Completează zonele de administrare ale parcului secche della Meloria, un important sistem de stânci submersibile, cu două stânci ieșind la suprafață, dotate cu funduri de mare de valoare naturalistică importantă.

## Flora
Acesta prezintă diverse tipuri de medii naturale. Zona împădurită este predominantă, de fapt, o treime din suprafața parcului este acoperită de pădure și are plopi, arini, frasini, stejari și pini (pin domestic și pin maritim). În plus, sunt prezente și zone de dune și mlaștină. Flora rară este prezentă în aceste medii (drosera, periploche⁠(d), osmunda⁠(d), hibiscus roz).

## Fauna

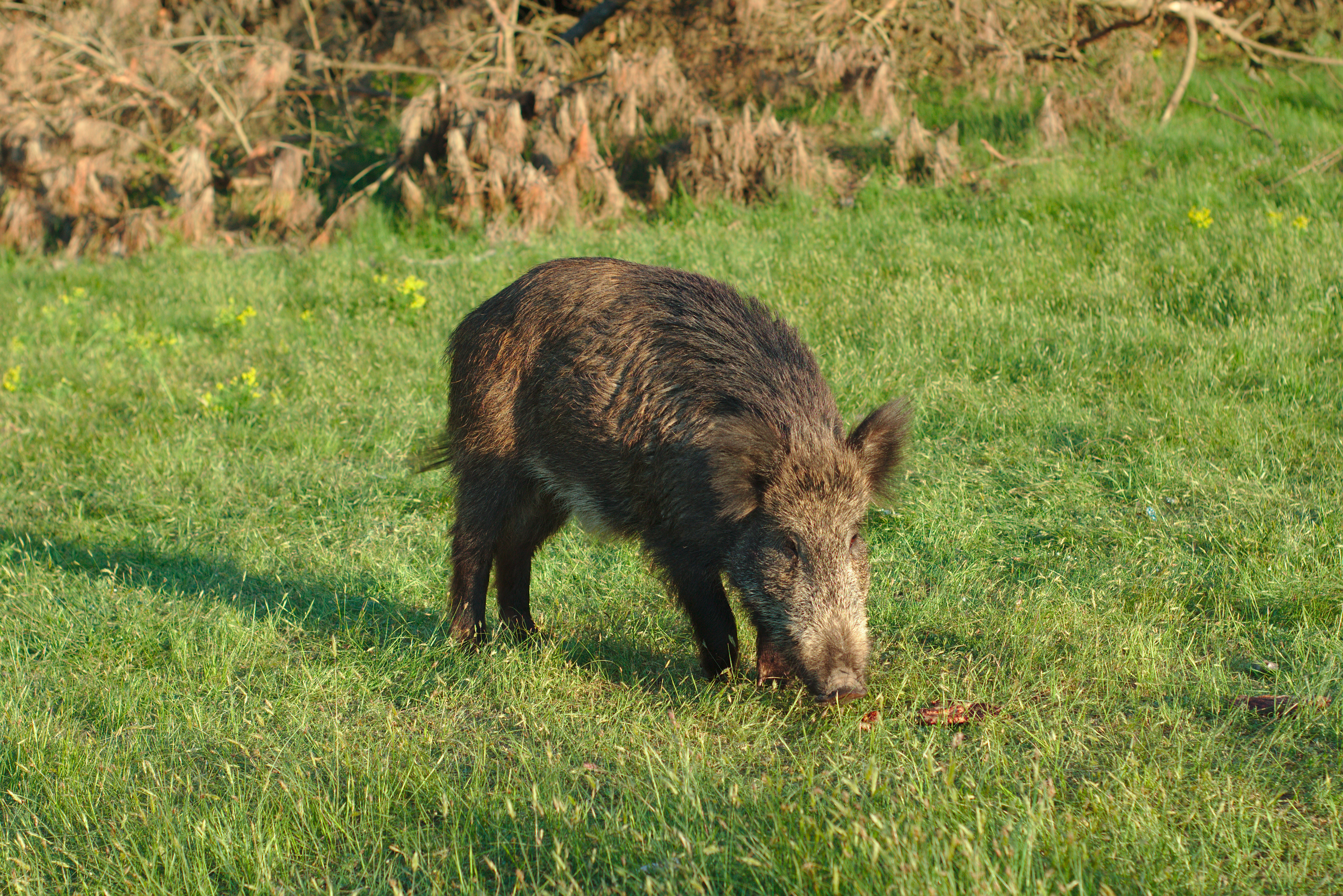
Un mistreț în La Sterpaia

Fauna include o mare varietate de păsări (oaza LIPU a parcului), printre care: rațele mari, stârcii cenușii, egretele mari și egretele mici, păsările limicole, pescărușii, rațele și cormoranii mari. Se găsesc și șorecarii comuni, picioroangele, prigoriile și găinușa de baltă. În pădure este ușor de întâlnit ciocănitoarea verde și ciocănitoarea pestriță mare. Este o zonă de cuibărire pentru prundărașul de sărătură.
Se remarcă prezența amfibienilor și reptilelor, printre care vipera.
Se găsesc aproape toate speciile de pești de apă dulce caracteristici câmpiilor italiene (crapul, știuca, linul...), precum și pești care urcă râurile din mare, cum ar fi anghila europeană și Mugilide. Aceștia din urmă intră și în Lago di Massaciuccoli. Este important de menționat prezența racului de Louisiana, cunoscut și sub denumirea de racul ucigaș, care s-a răspândit din lac în mlaștină și ulterior în toate mediile umede, nu doar cele din jurul parcului.
În parc trăiesc, de asemenea, diverse mamifere de dimensiuni medii și mici, printre care cerbul lopătar, mistrețul, iepurele de vizuină și vulpea roșie. De câțiva ani este confirmată prezența lupului.

## Acces

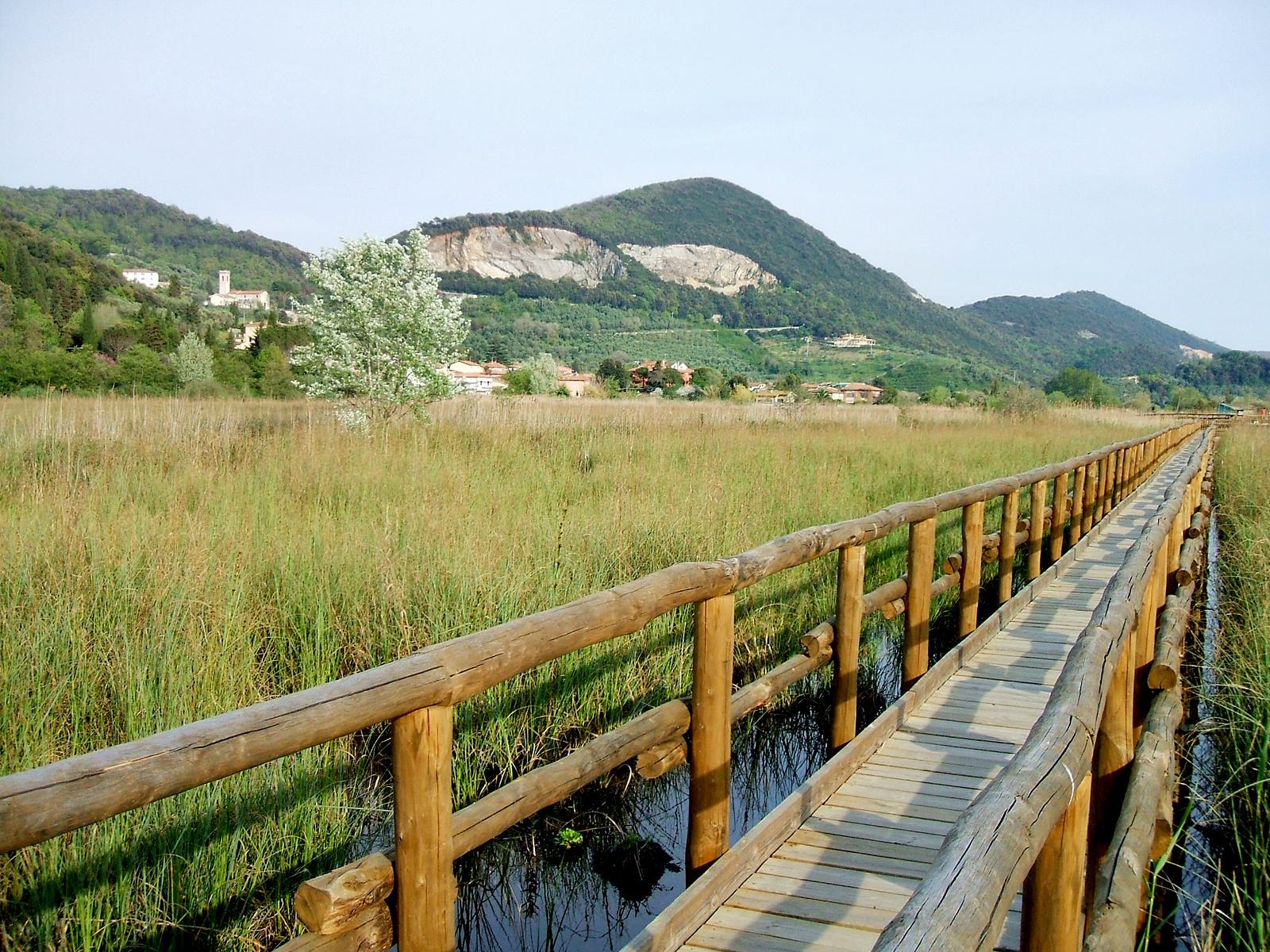
Mlaștinile lacului Massaciuccoli

Fosta moșie prezidențială San Rossore este deschisă publicului în fiecare zi în zona dintre Cascine Vecchie și La Sterpaia. Porțiunea rămasă, cu excepția părții de coastă, este accesibilă gratuit duminica și în zilele de sărbătoare, în timp ce de marți până vineri este posibil să se intre plătind bilet de intrare sau abonament anual. Pentru vizite ghidate în fiecare zi, este posibil să contactați Centrul de Vizitare și să intrați cu un ghid. Accesul în zonele interioare este permis pe jos, călare și cu bicicleta. Vizitele ghidate au loc și cu trenulețe, cai și trăsuri.
Macchia Lucchese, Lacul Massaciuccoli, Tenuta di Coltano și o parte din domeniile Migliarino⁠(d) și Tombolo⁠(d) pot fi vizitate liber. Lacul Massaciuccoli poate fi, de asemenea, vizitat cu barca.